# بومیه
بومیه (به عربی: بومیة) یک شهرداری در الجزایر است که در استان باتنه واقع شده‌است.